# ۲۷ دسامبر
۲۷ دسامبر در تقویم گرگوری، سیصد و شصت و یکمین (در سال‌های کبیسه سیصد و شصت و دومین) روز سال است. ۴ روز تا پایان سال باقی مانده‌است.

## رویدادها
- ۵۳۷ - کار ساخت کلیسای ایا صوفیا در قسطنطنیه بعد از پنج سال و ده ماه تکمیل شد.
- ۱۵۲۲ - جزيره رودس در دریای مدیترانه از اشغال شوالیه‌های هوسپیتالر به تصرف امپراتوری عثمانی درآمد.
- ۱۹۱۵ - واقعه نبرد رباط‌کریم به فرماندهی حیدر لطیفیان.
- ۱۹۲۷ - اخراج تروتسکی از حزب کمونیست شوروی به خواست استالین و برخلاف وصیت لنین.
- ۱۹۴۲ - آزمایش نخستین موشک هدایت شونده زمین به زمین توسط ارتش آلمان نازی.

- ۲۰۰۸ - شروع تهاجم اسرائیل به نوار غزه تحت عنوان عملیات سرب گداخته.
- ۲۰۰۹ - تظاهرات تاسوعا و عاشورای ۱۳۸۸ هواداران جنبش سبز در ایران.

## مناسبت‌ها
- روز دفاتر اسناد رسمی در ایران.
- روز قانون اساسی در کره شمالی.

## زادروزها
- ۱۸۳۲ - پاول ترتیاکوف، تاجر و بشردوست اهل روسیه. (درگذشتهٔ ۱۸۹۸)
- ۱۸۷۸ - عبدالله مخلص، تاریخ‌نگار فلسطینی.[۱]
- ۱۹۰۱ - مارلنه دیتریش، بازیگر آلمانی. (درگذشتهٔ ۱۹۹۲)
- ۱۹۱۵ - دیولا ژنگلر، بازیکن فوتبال اهل مجارستان. (درگذشتهٔ ۱۹۹۹)
- ۱۹۳۹ - جان آموس، بازیگر اهل ایالات متحده آمریکا. (درگذشتهٔ ۲۰۲۴)
- ۱۹۴۳ - ژوان مانوئل سرات، خواننده اسپانیایی.
- ۱۹۴۶ - جو کیننیر، بازیکن فوتبال اهل جمهوری ایرلند. (درگذشتهٔ ۲۰۲۴)
- ۱۹۶۰ - مریم دآبو، بازیگر انگلیسی.
- ۱۹۶۱ - گیدو وستروله، سیاستمدار آلمانی. (درگذشتهٔ ۲۰۱۶)
- ۱۹۶۵ - سلمان خان، بازیگر اهل هند.
- ۱۹۶۶ - بیل گلدبرگ، کشتی‌گیر و بازیگر اهل ایالات متحده آمریکا.
- ۱۹۶۹ - سارا واول، نویسنده و تاریخ نگار اهل ایالات متحده آمریکا.
- ۱۹۷۵ - هتر اورورک، بازیگر اهل ایالات متحده آمریکا. (درگذشتهٔ ۱۹۸۸)
- ۱۹۷۹ - دیوید دون، بازیکن فوتبال انگلستانی.
- ۱۹۸۰ - آنتونیو سزارو، کشتی‌گیر اهل سوئیس.
- ۱۹۸۴ - ژیل سیمون، تنیس باز اهل فرانسه.
- ۱۹۸۵ - لوگان بیلی، بازیکن فوتبال اهل بلژیک.
- ۱۹۸۸ - 
  - هیلی ویلیامز، خواننده اهل ایالات متحده آمریکا.
  - هرا هیلمار، بازیگر اهل ایسلند.
- ۱۹۹۰ - زلینا وگا، کشتی گیر و مدل اهل ایالات متحده آمریکا.
- ۱۹۹۱ - کلوئی بریجز، بازیگر اهل ایالات متحده آمریکا.
- ۱۹۹۳ - اولیویا کوک، بازیگر انگلیسی.
- ۱۹۹۵ - تیموتی شالامی، بازیگر اهل ایالات متحده آمریکا.
- ۲۰۰۱ - آندر بارنچیا، بازیکن فوتبال اهل اسپانیا.

## مرگ‌ها
- ۱۹۰۰ - ویلیام جورج آرمسترانگ، مهندس و کارآفرین اهل پادشاهی متحد بریتانیای کبیر و ایرلند. (زادهٔ ۱۸۱۰)
- ۱۹۱۵ - حیدر لطیفیان، فرمانده نبرد رباط‌کریم در طی اشغال ایران در جنگ جهانی اول. (زادهٔ ۱۸۷۹)
- ۱۹۲۳ - گوستاو ایفل، مهندس و معمار فرانسوی. (زادهٔ ۱۸۳۲)
- ۱۹۲۶ - آدولف دشنواد، نقاش اهل فرانسه. (زادهٔ ۱۸۶۸)
- ۱۹۳۶ - محمد عاکف ارسوی، شاعر و نویسنده اهل ترکیه. (زادهٔ ۱۸۷۳)
- ۱۹۵۰ - ماکس بکمان، نقاش و مجسمه‌ساز اهل آلمان. (زادهٔ ۱۸۸۴)
- ۱۹۷۲ - لستر بولز پیرسون، سیاستمدار اهل کانادا. (زادهٔ ۱۸۹۷)
- ۱۹۷۴ - ولادیمیر فوک، ریاضی‌دان و فیزیک‌دان اهل شوروی. (زادهٔ ۱۸۹۸)
- ۱۹۷۸ - هواری بومدین، رهبر الجزایر (۱۹۷۸–۱۹۶۵). (زادهٔ ۱۹۳۲)
- ۱۹۷۹ - حفیظ‌الله امین، سیاستمدار افغانستانی. (زادهٔ ۱۹۲۹)
- ۱۹۸۸ - هال اشبی، کارگردان اهل ایالات متحده آمریکا. (زادهٔ ۱۹۲۹)
- ۱۹۹۵ - گنریک گاسپاریان، خراط شطرنج‌باز اهل ارمنستان. (زادهٔ ۱۹۱۰)
- ۲۰۰۳ - آلن بیتس، بازیگر اهل بریتانیا. (زادهٔ ۱۹۳۴)
- ۲۰۰۷ - بی‌نظیر بوتو، نخست وزیر اسبق و رهبر حزب مردم پاکستان. (زادهٔ ۱۹۵۳)
- ۲۰۱۱ - 
  - هلن فرانکن‌تالر، نقاش اهل ایالات متحده آمریکا. (زادهٔ ۱۹۲۸)
  - کاتی، بازیکن فوتبال اهل برزیل. (زادهٔ ۱۹۷۳)
- ۲۰۱۳ - فاروغ شیخ، بازیگر هندی. (زادهٔ ۱۹۴۸)
- ۲۰۱۵ - الزورت کلی، نقاش و مجسمه ساز اهل ایالات متحده آمریکا. (زادهٔ ۱۹۲۳)
- ۲۰۱۶ -
  - کری فیشر، بازیگر اهل ایالات متحده آمریکا. (زادهٔ ۱۹۵۶)
  - راتناسیری ویکرمانایکه، سیاستمدار اهل سری‌لانکا. (زادهٔ ۱۹۳۳)
- ۲۰۲۳ - لی سون کیون، بازیگر اهل کره جنوبی. (زادهٔ ۱۹۷۵)
- ۲۰۲۴ - الیویا هاسی، بازیگر اهل انگلستان. (زادهٔ ۱۹۵۱)